# Acacia cana
Acacia cana là một loài thực vật có hoa trong họ Đậu. Loài này được Maiden miêu tả khoa học đầu tiên.
Đây là một loại cây bụi rậm rạp có thể cao tới 6 mét và là một loại cây lâu năm có nghĩa là nó có tuổi thọ dài và không cần thiết tạo ra một lượng hạt giống cao. Chúng ra hoa rất nhiều từ tháng 8 đến tháng 10 và dựa vào động vật và côn trùng để thụ phấn và phát tán hạt. Loài này được tìm thấy ở vùng đồng bằng phía tây New South Wales và Trung tâm Queensland, môi trường sống của những khu vực này được tìm thấy là đất cát và đồng bằng gibber.